# François-Xavier Bustillo
François-Xavier Bustillo (Pamplona, 23 novembre 1968) è un cardinale, vescovo cattolico e francescano spagnolo naturalizzato francese, dall'11 maggio 2021 vescovo di Ajaccio.

## Biografia
È nato a Pamplona, in Spagna, il 23 novembre 1968. È figlio di un soldato e di una madre casalinga, ed è cresciuto in una famiglia di quattro figli. La sua famiglia è basco-navarrese.

### Formazione e ministero sacerdotale
Ha frequentato il seminario minore della Valle di Baztan vicino a Espelette sul confine franco-spagnolo. A diciassette anni, dopo aver conseguito il diploma di maturità, si unì ai francescani a Padova e ha iniziato il postulandato nell'Ordine dei frati minori conventuali dove ha compiuto gli studi di filosofia e teologia presso l'Istituto Teologico Sant'Antonio Dottore. 
Membro dei frati minori conventuali, il 20 settembre 1992 ha emesso la professione solenne, mentre il 10 settembre 1994 è stato ordinato presbitero.
Nello stesso anno, con alcuni confratelli, ha fondato il convento di San Bonaventura a Narbona e fino al 2018 è stato guardiano dello stesso. Ha prestato servizio anche come parroco della parrocchia di San Bonaventura a Narbona dal 1994 al 2007.
Nel 1997 ha conseguito la licenza in teologia presso l'Institut catholique di Tolosa. È stato poi custode provinciale di Francia e Belgio dal 2006 al 2018; parroco in solido della parrocchia della Santa Croce a Narbona e membro del consiglio episcopale della diocesi di Carcassonne e Narbona dal 2007 al 2018 e vicario episcopale per il Narbonnais-Corbières e delegato per i nuovi movimenti di spiritualità e per il dialogo interreligioso dal 2012 al 2018.
Nel 2018 è stato nominato guardiano del convento di San Massimiliano Kolbe a Lourdes e delegato episcopale per il santuario di Nostra Signora di Lourdes e per la tutela dei minori e nel 2020 membro del consiglio episcopale della diocesi di Tarbes e Lourdes.

### Ministero episcopale e cardinalato
L'11 maggio 2021 papa Francesco lo ha nominato vescovo di Ajaccio; è succeduto a Olivier de Germay, precedentemente nominato arcivescovo metropolita di Lione. Il 13 giugno ha ricevuto l'ordinazione episcopale, nella cattedrale di Ajaccio, da Jean-Marc Aveline, arcivescovo metropolita di Marsiglia, co-consacranti l'arcivescovo Olivier de Germay e il vescovo di Tarbes e Lourdes Nicolas Brouwet. Durante la stessa celebrazione ha preso possesso della diocesi.
Il 9 luglio 2023, al termine dell'Angelus, papa Francesco ha annunciato la sua creazione a cardinale; nel concistoro del 30 settembre seguente lo ha creato cardinale presbitero di Santa Maria Immacolata di Lourdes a Boccea. Il 20 aprile 2024 ha preso possesso del titolo.
Il 7 e 8 maggio 2025 ha partecipato come cardinale elettore al conclave che ha portato all'elezione di papa Leone XIV.

## Opere
- François-Xavier Bustillo, La fraternità pasquale. Raccontare la vita comunitaria, collana Memoria e profezia, EMP, 2013, ISBN 978-8825033953.
- François-Xavier Bustillo, La vocation du prêtre face aux crises: La fidélité créatrice, Bruyères-le-Châtel, Éditions Nouvelle Cité, 2021, ISBN 978-2-37582-242-5.
- François-Xavier Bustillo, Testimoni, non funzionari. Il sacerdote dentro il cambiamento d'epoca, Libreria Editrice Vaticana, Città del Vaticano 2022.

## Genealogia episcopale e successione apostolica
La genealogia episcopale è:
- Cardinale Scipione Rebiba
- Cardinale Giulio Antonio Santori
- Cardinale Girolamo Bernerio, O.P.
- Arcivescovo Galeazzo Sanvitale
- Cardinale Ludovico Ludovisi
- Cardinale Luigi Caetani
- Cardinale Ulderico Carpegna
- Cardinale Paluzzo Paluzzi Altieri degli Albertoni
- Papa Benedetto XIII
- Papa Benedetto XIV
- Papa Clemente XIII
- Cardinale Marcantonio Colonna
- Cardinale Giacinto Sigismondo Gerdil, B.
- Cardinale Giulio Maria della Somaglia
- Cardinale Carlo Odescalchi, S.I.
- Vescovo Eugène de Mazenod, O.M.I.
- Cardinale Joseph Hippolyte Guibert, O.M.I.
- Cardinale François-Marie-Benjamin Richard
- Vescovo Marie-Prosper-Adolphe de Bonfils
- Cardinale Louis-Ernest Dubois
- Arcivescovo Jean-Arthur Chollet
- Arcivescovo Héctor Raphaël Quilliet
- Vescovo Charles-Albert-Joseph Lecomte
- Cardinale Achille Liénart
- Vescovo Jean-Baptiste-Etienne Sauvage
- Cardinale Robert-Joseph Coffy
- Arcivescovo Georges Pontier
- Cardinale Jean-Marc Aveline
- Cardinale François-Xavier Bustillo, O.F.M.Conv.

La successione apostolica è:
- Vescovo Éric Bidot, O.F.M.Cap. (2025)